# Triepeolus pectoralis
Triepeolus pectoralis är en biart som först beskrevs av Robertson 1897.  Triepeolus pectoralis ingår i släktet Triepeolus och familjen långtungebin. Inga underarter finns listade i Catalogue of Life.

## Bildgalleri

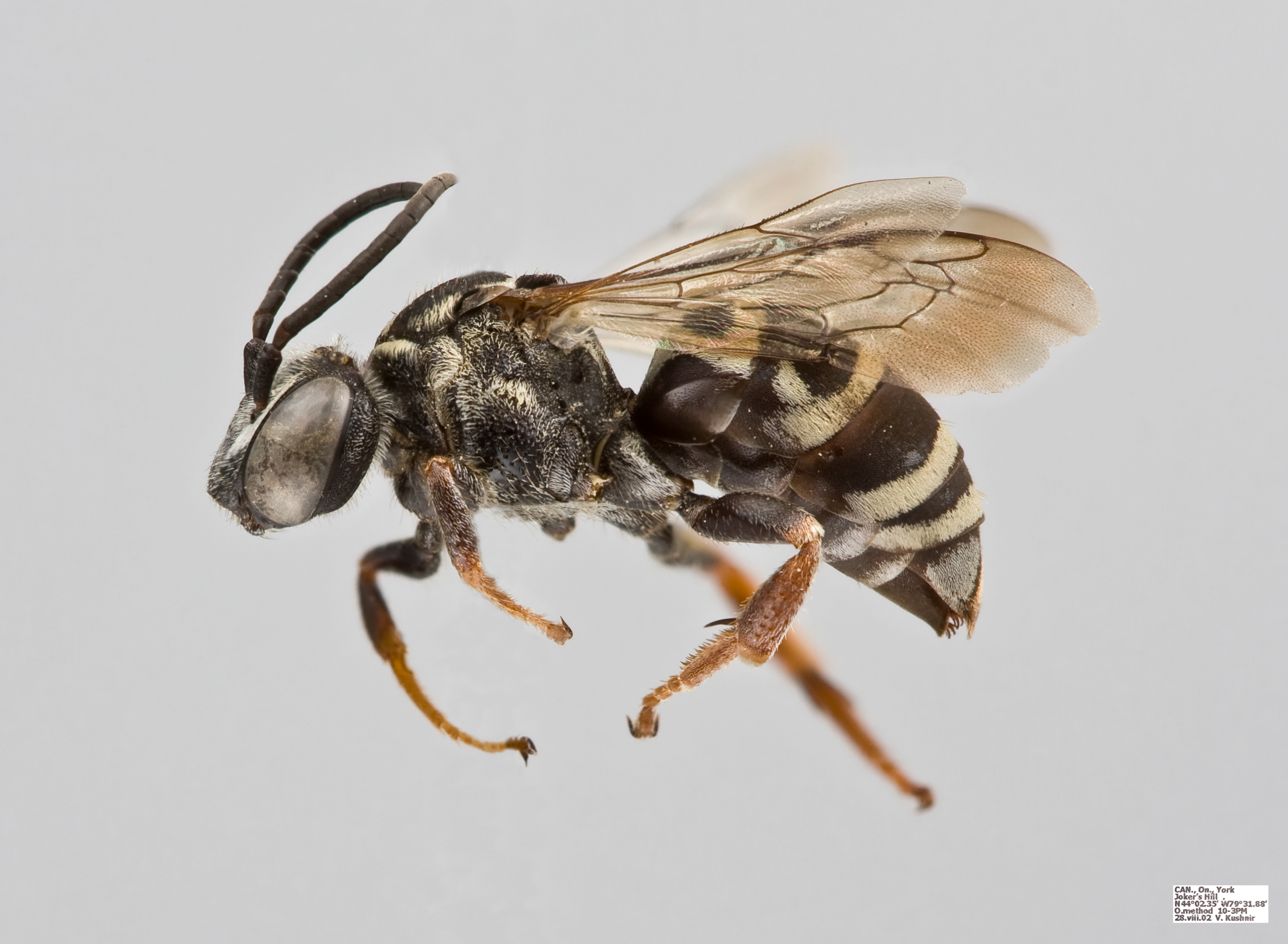
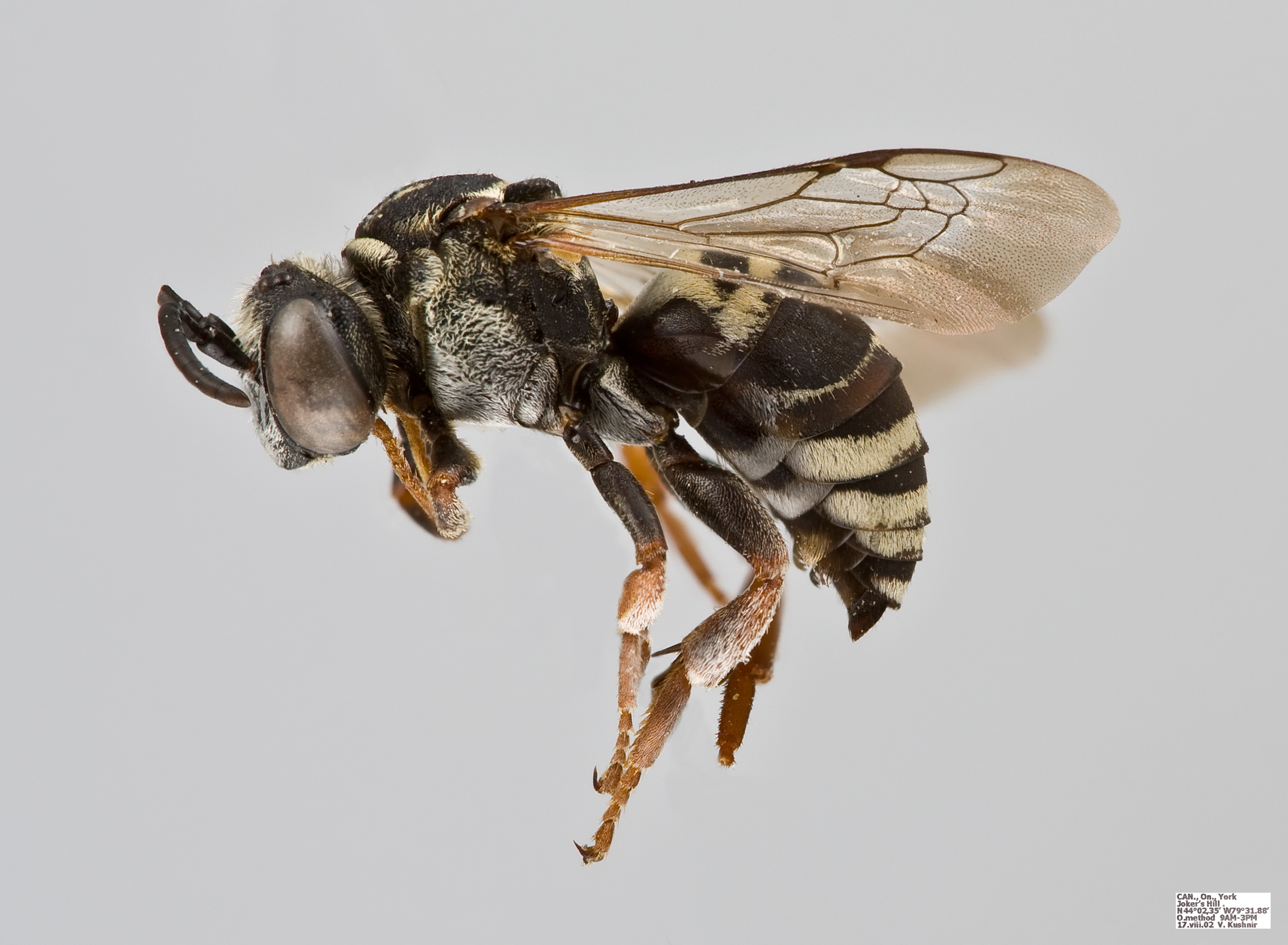
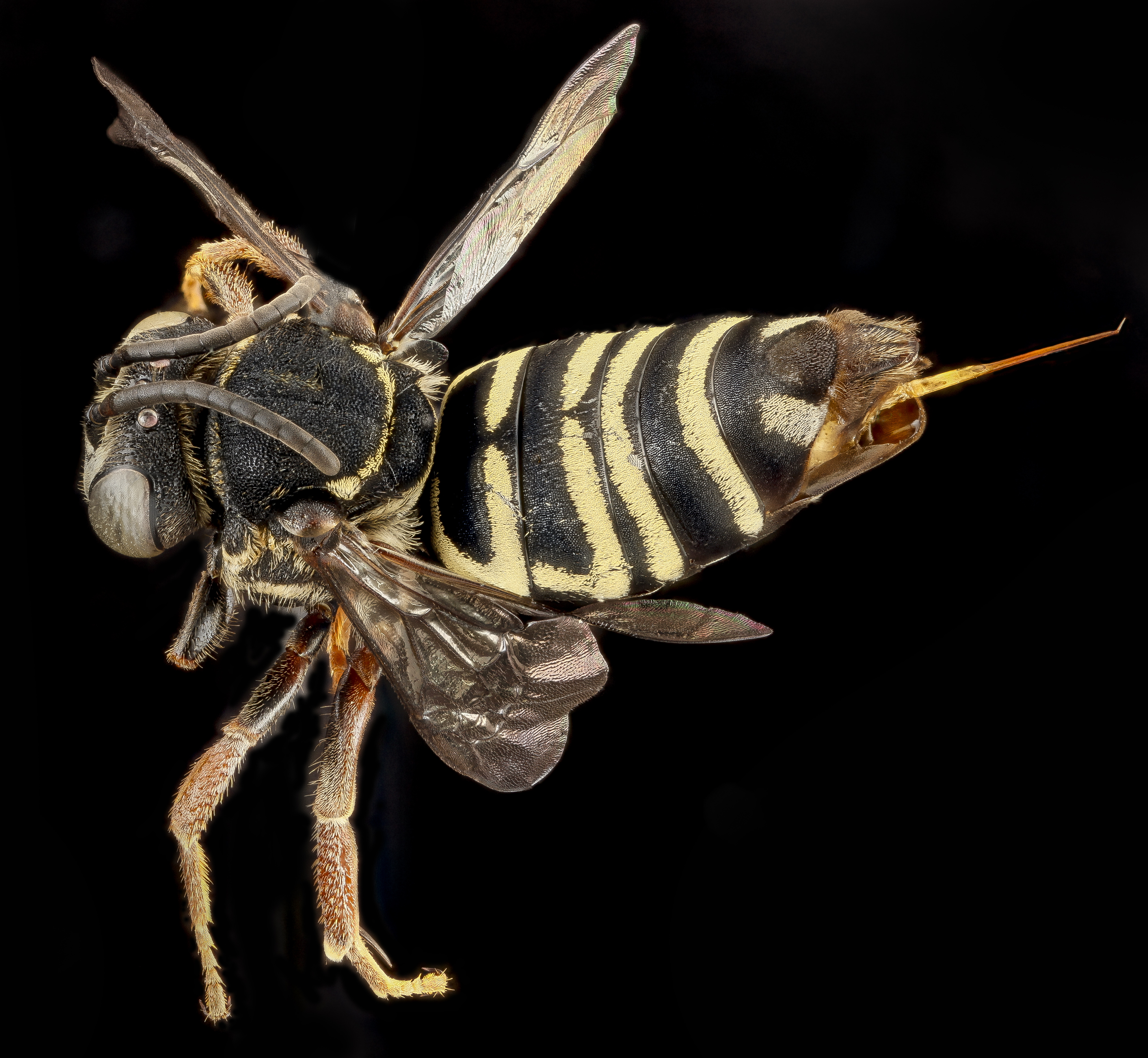
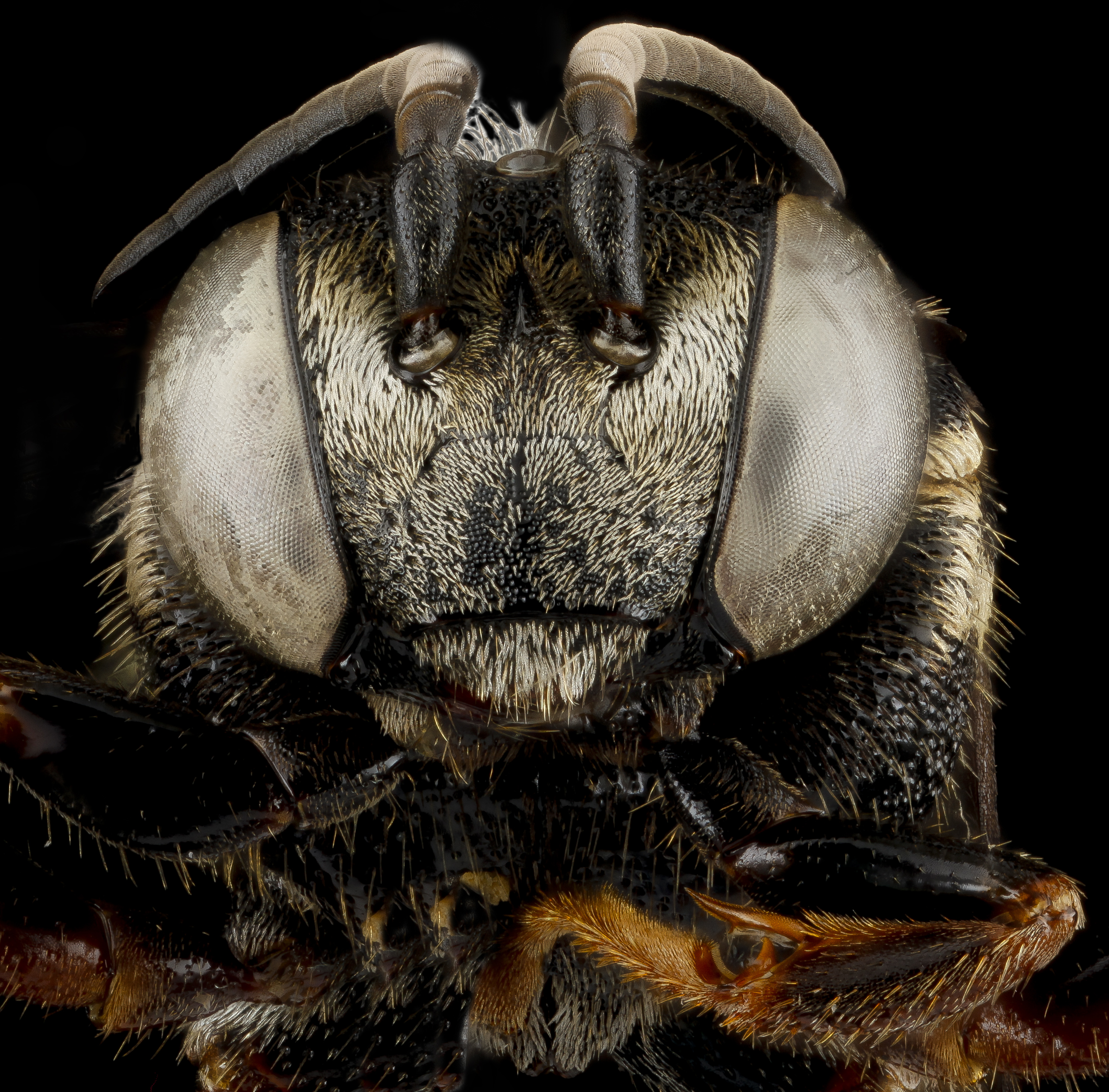
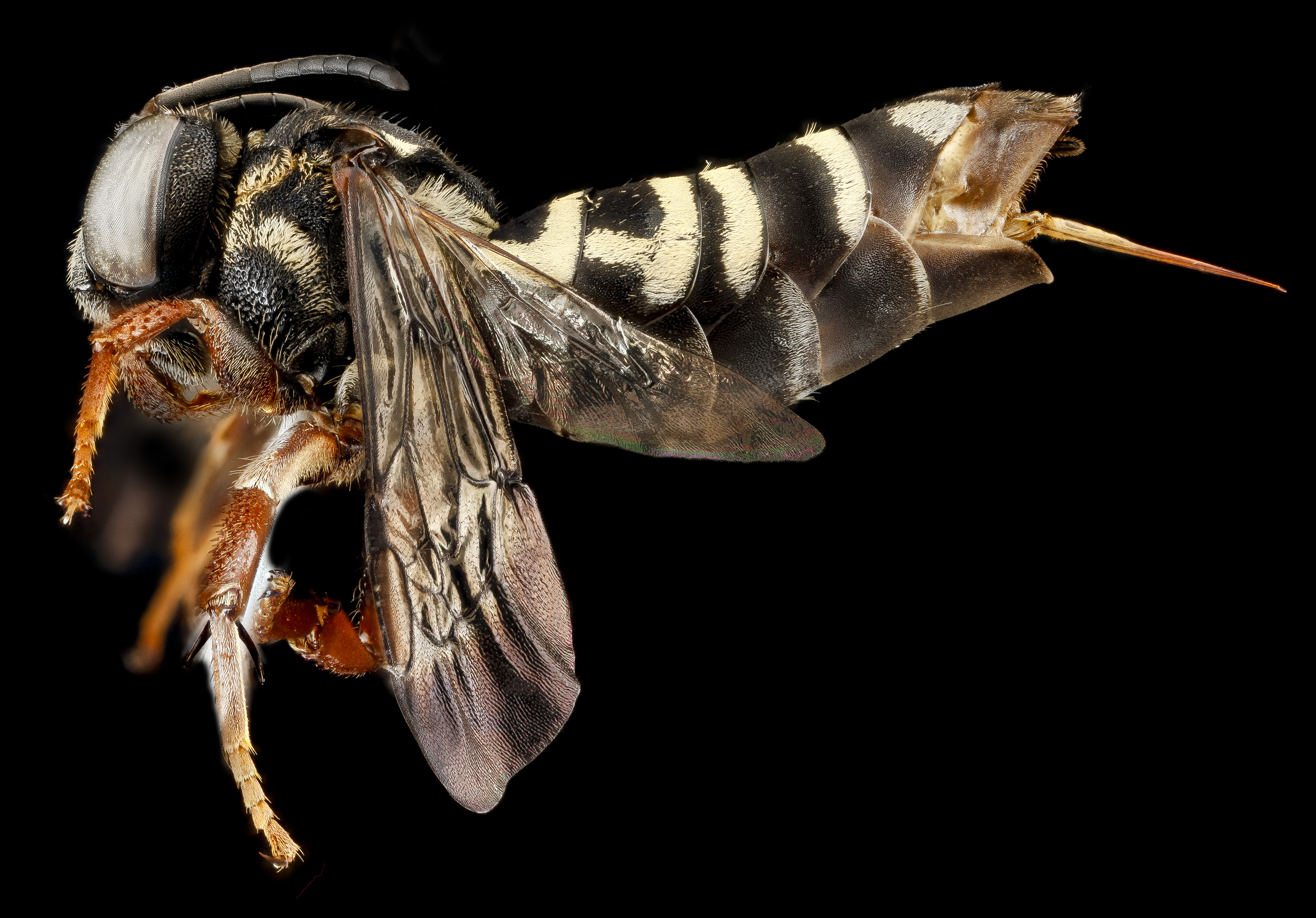